# Sarlahi (huyện)
Sarlahi (tiếng Nepal:सर्लाही) là một huyện thuộc khu Janakpur, vùng Trung Nepal, Nepal. Huyện này có diện tích 1259 km², dân số thời điểm năm 2011 là 769729  người.

## Dân số
Biến động dân số giai đoạn 1952-2011:
| Năm    | 1952   | 1961   | 1971   | 1981   | 1991   | 2001   | 2011   |
| ------ | ------ | ------ | ------ | ------ | ------ | ------ | ------ |
| Dân số | 134340 | 162979 | 175543 | 398766 | 492798 | 635701 | 769729 |